# Liste von Persönlichkeiten aus Cureglia
Die Liste von Persönlichkeiten aus Cureglia enthält die in Cureglia geborene Persönlichkeiten und solche, die in Cureglia ihren Wirkungskreis hatten, ohne dort geboren zu sein. Die Liste erhebt keinen Anspruch auf Vollständigkeit.

## Persönlichkeiten
(Sortierung nach Geburtsjahr)
- Künstlerfamilie Tarilli. [1][2][3]

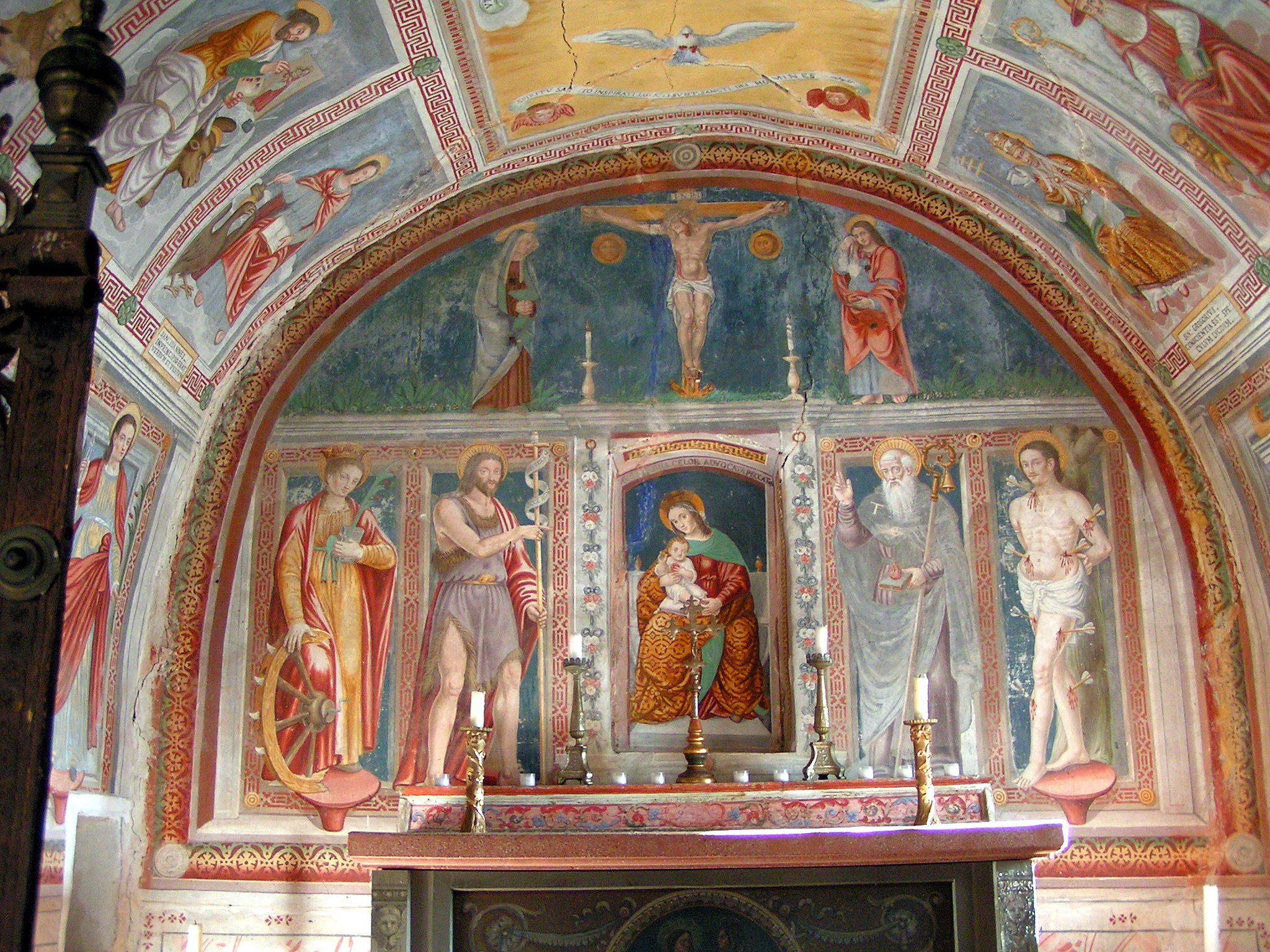
Giovanni Battista Tarilli, Presbyterium der Kirche Santa Maria del Castello (Semione)

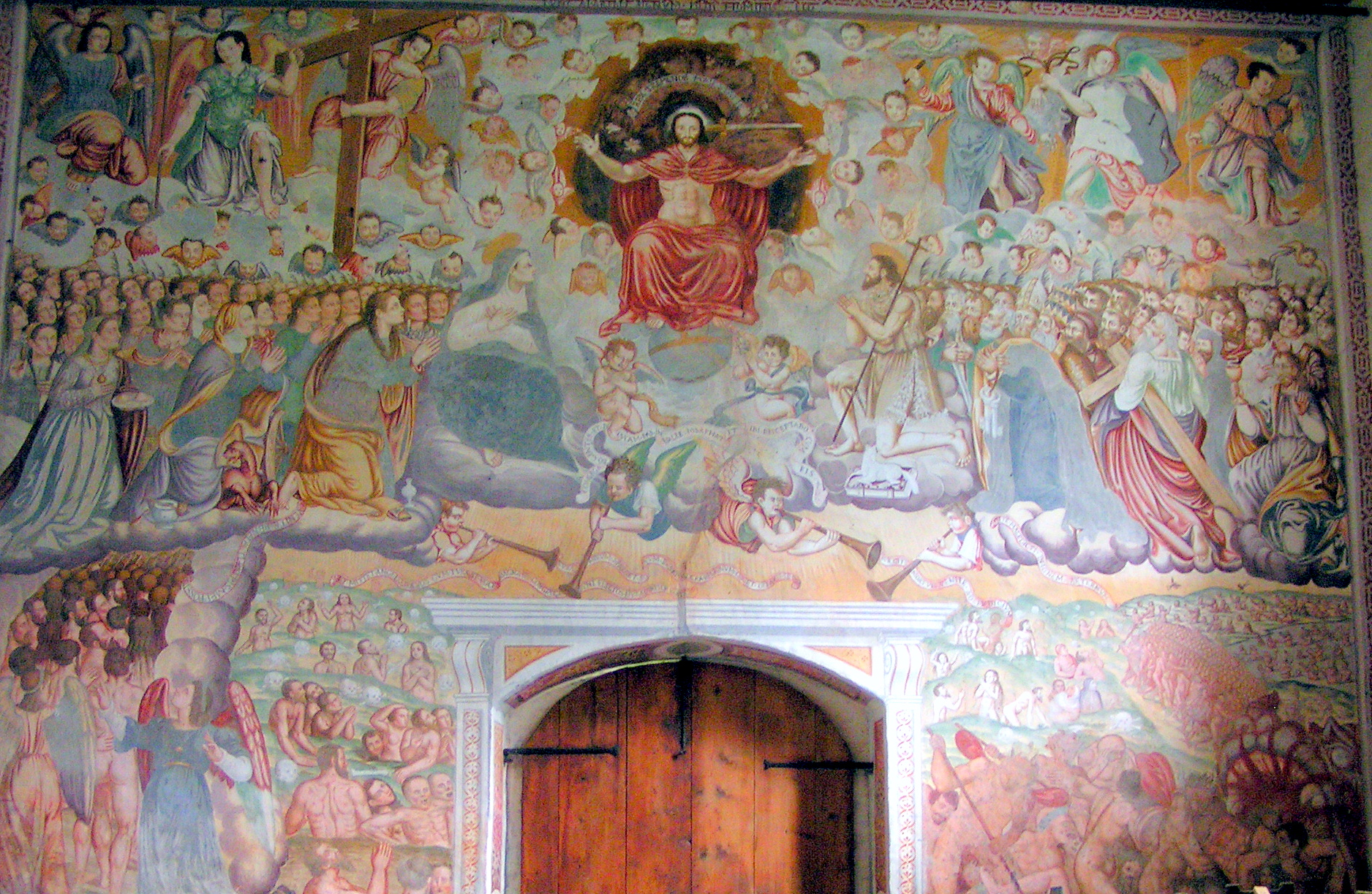
Giovanni Battista Tarilli, Jüngstes Gericht (1589), Chiesa di San Pellegrino (Giornico)

  - Martino Tarilli (* um 1510 in Cureglia; † vor 1575 in Venedig), Stammvater der Familie in Cureglia, arbeitete zuerst in Feltre und dann in Venedig[1][2]
  - Giovanni Tarilli (* um 1516 in Cureglia; letztmals bezeugt 1588 in Cureglia ?), Baumeister[1][2]
  - Domenico Tarilli (* 1. September 1533 in Cureglia; † 26. Februar 1593 in Comano TI), Sohn des Giovanni, Lokalhistoriker, Priester, Lehrer, unterhielt Beziehungen mit Karl Borromäus und Ludwig Pfyffer von Altishofen, hinterliess historische Abhandlungen (1560–1586, im Pfarrarchiv von Comano)[1][2]
  - Giovanni Battista Tarilli (1549–1614), Bruder des Domenico, Kunstmaler, Freskomaler
  - Francesco Tarilli (* um 1550 in Cureglia; erwähnt 1575–1633 in Venedig), Holzschnitzer und Bildhauer[2]
  - Cipriano Tarilli (* 1554 in Cureglia; letztmals bezeugt 1588 in Val Cuvia), Bruder des Giovanni Battista, Theologe, Pfarrer von Guanzate, Propst der Pfarrei Val Cuvia[1][2]
  - Cipriano Tarilli (* 19. Juni oder September 1574 in Cureglia; † nach 1601 ebenda), Sohn des Giovanni Battista, Maler. führte Malereien 1601 in der alten Pfarrkirche von Villa Bedretto aus[1][4][5]
  - Giovanni Domenico Tarilli (* 26. August 1581 in Cureglia; † nach 1630 ebenda), Sohn des Giovanni Battista, Maler[1][6][4]
  - Cipriano Tarilli (* um 1660 in Cureglia; erwähnt 1684 in Contone), Ingenieur[2]
  - Cristoforo und Giovanni Tarilli (* um 1660 in Cureglia; erwähnt 1685 in Thüringen), Stuckateure[2][4]
  - Stefano Tarilli (* um 1690 in Cureglia; erwähnt 1715 in Lugano), Holzschnitzer[2]

- Künstlerfamilie Caresana. [7]
  - Giovanni Domenico Caresana (* um 1574 in Cureglia; † 26. Juni 1619 in Riva San Vitale), Kunstmaler an der Wallfahrtskirche Madonna della Misericordia di Gallivaggio in der Gemeinde San Giacomo Filippo und in Como[8][9][10]
  - Cristoforo Caresana (* um 1575 in Cureglia; † nach 1618 in Fusine ?), Maler[11]
  - Giuseppe Salvatore Caresana (* 1696 in Cureglia; † 1764 ebenda), Bildhauer, Architekt in Turin, Riva San Vitale, Ligornetto und Bellinzona, Generals und Statthalter von Riga[12][13][14]
  - Giuseppe Caresana (* um 1840 in Cureglia; † nach 1875 in Uggiate ?), Maler[15]

- Künstlerfamilie Brilli. 

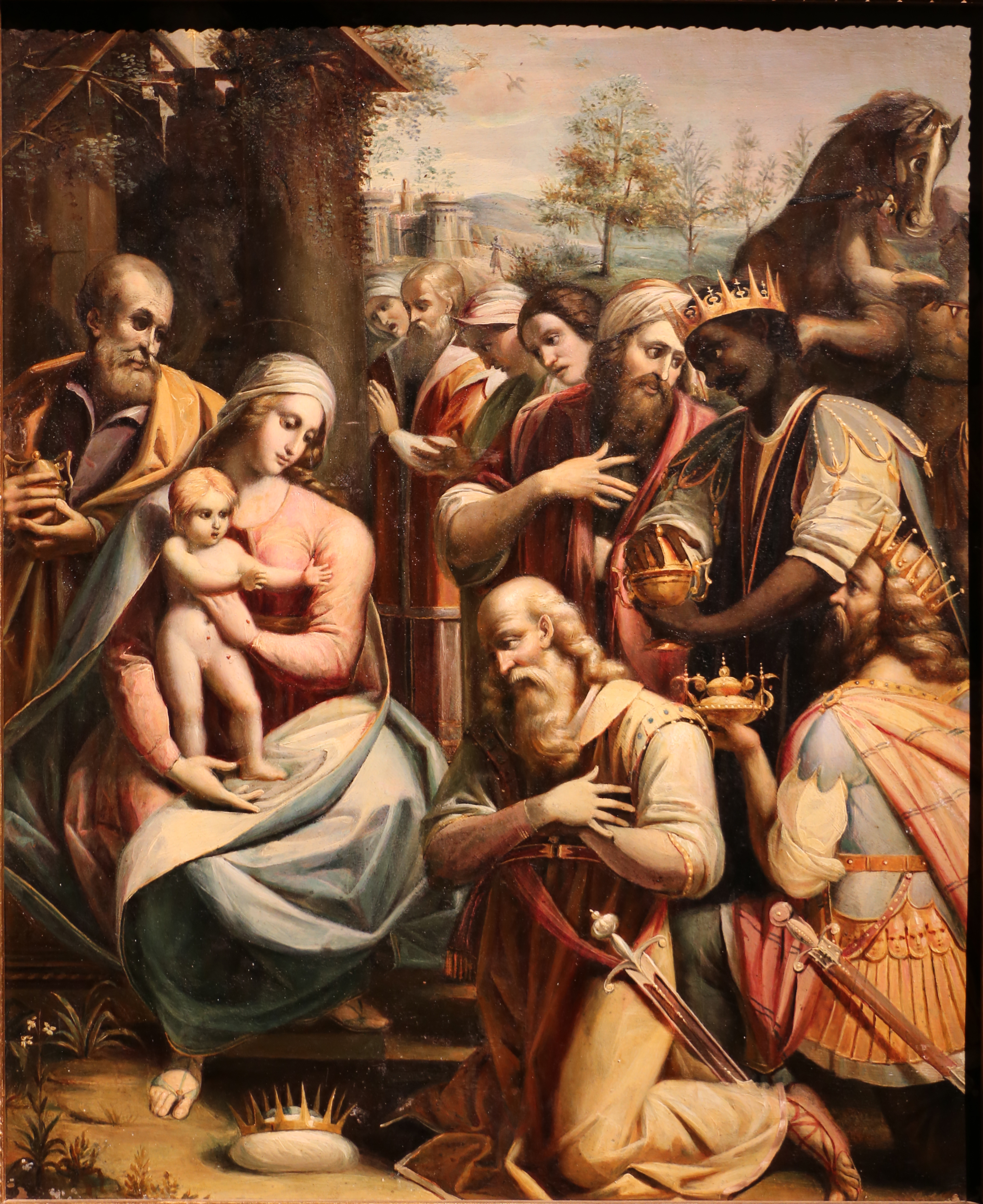
Sebastiano Ghezzi, Adoration of the Three Kings, Montalto delle Marche

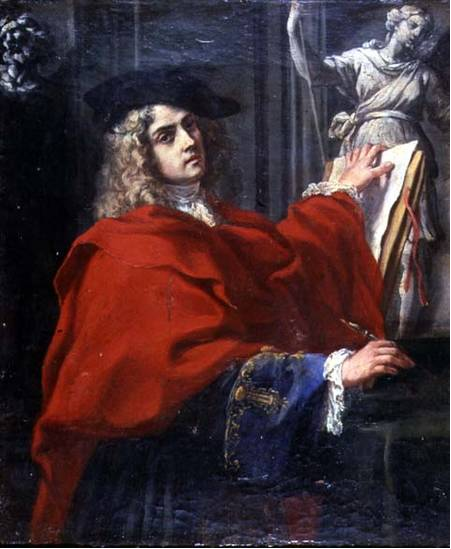
Pier Leone Ghezzi, Selbstbildnis

  - Francesco Brilli (* 1667 in Cureglia; † 1. Mai 1719 in Alba Iulia), Architekt[16]
  - Giuseppe Brilli (* 1674 in Cureglia; † um 1720 in Madrid ?), Sohn des Domenico, Stuckateur, um 1700 schuf Stuckateuren im Palacio Real (Madrid) von Madrid, er fertigte er zusammen mit seinem Vater Domenico die Stuckaturen in den Gemächern der Königin Maria Luisa[16]
  - Domenico Brilli (* um 1675 in Cureglia; † um 1720 in Madrid ?), Stuckateur, mit Giuseppe und Paolo Caprani um 1700 schuf Stuckateuren im Palacio Real von Madrid[16][17]
  - Andrea Brilli (* 12. September 1682 in Cureglia; † um 1762 in Riga), Sohn des Carlo Simone, Militär, General in Dienste Peters dem Grossen und Katharina I., Gouverneur von Riga[18][19]
  - Giovanni Pietro Brilli (* um 1700 in Cureglia; † 1760 ebenda ?), Bildhauer, Stuckateur. Er arbeitete 1744 in der Residenz Ansbach, Bayern: 1746–1747 und 1759–1760 im Residenzschloss Ludwigsburg, Baden-Württemberg[16]
  - Giuseppe Antonio Brilli (* um 1725 in Cureglia; † 1794 ebenda ?), Stuckateur in Schlösser Augustusburg und Falkenlust in der Stadt Brühl (Rheinland) zusammen mit Giuseppe Artari aus Arogno und Carlo Pietro Morsegno aus Lugano[20][16]

- Künstlerfamilie Ghezzi. 
  - Sebastiano Ghezzi (um 1580–1645), Maler, Architekt
  - Giuseppe Ghezzi (* 1634 in Comunanza; † 1721 in Rom), aus Cureglia, Maler, Restaurator[21][22]
  - Pier Leone Ghezzi (1674–1755), Maler, Radierer, Zeichner in Rom

- Künstlerfamilie Solari. [23]
  - Rocco Solari (* 13. Februar 1660 in Cureglia oder Campione d’Italia ?; † nach 1721 in Warschau), Carlo, Bildhauer, Architekt[24][25]
  - Giuseppe Gaetano Solari (* 1703 in Warschau; † nach 1742 in Krakau), Architekt[26]
  - Bonaventura Solari (* 18. September 1735 in Warschau; † 1805 ebenda), Architekt[27]

- Giuseppe Saroli (Ritter) (* 1779 in Cureglia; † 1873 ebenda), Maler[28]
- Vitale Rusca (* um 1790 in Cureglia; † 18. Januar 1862 ebenda), Politiker, war 1814 in die Revolution von Giubiasco verwickelt; Tessiner Grossrat 1830–1834; Staatsrat 1838–1839, von den Urhebern der Revolution vom Dezember 1839 des Hochverrats angeklagt und verurteilt, aber 1841 amnestiert[29]
- Giuseppe Curti (1811–1895), Dozent und Politiker
- Vincenzo Daldini (* 26. September 1826 in Cadempino; † 10. Februar 1894 in Cureglia), Priester, Pfarrer von Sonogno und cureglia, Journalist, Gründer der Zeitung Il Credente Cattolico[30]
- Ernesto Fontana (* 12. Februar 1837 in Mailand; † 25. Juli 1918 in Cureglia), Landschafts und Porträtmaler schuf Historien- und Genrebilder, Porträts und Fresken[31][32][33]
- Curzio Curti (1847–1913), Jurist, Redaktor, Politiker, er gehörte zu den Putschisten vom 11. Sept. 1890 (Tessiner Putsch)[34]
- Irma Bernasconi-Pannes (* 19. Februar 1902 in Krefeld; † 19. März 1971 in Lugano), Ehefrau von Mario Bernasconi. Kunstmalerin und Bildhauerin schuf Landschaften und Porträts[35]
- Franco (Francis) Borghi (* 5. Dezember 1916 in Locarno; † 21. Oktober 2005 in Savosa), aus Onsernone, Schriftsteller, Theaterdichter wohnte in Cureglia[36]
- Achille Crivelli (1933), Anwalt, ehemaliger Kanzler der Regierung des Kantons Tessin, Brigadier, Oberbefehlshaber der Grenzbrigade 9[37], Mitglied der Coscienza Svizzera[38], ehemaliger Sekretär der Regio Insubrica[39]
- Antonio Tabet (* 15. Juni 1941 in Mailand), wohnt in Cureglia, Maler, Bildhauer, Graphiker schuf Bildhauerei integriert mit Architektur und Relief[40]